# Царство Польское
Ца́рство По́льское (пол. Królestwo Polskie) — область в Центральной Европе, находившаяся в составе Российской империи по итогам Наполеоновских войн с 1815 года. Летом 1915 года, во время Первой мировой войны, оккупирована германскими и австро-венгерскими войсками. В ноябре 1918 года эта территория стала ядром воссозданного Польского государства.

## Именование
До 1860-х годов в законодательстве чаще использовалось название «Царство Польское», редко — «Польша». В 1860-х годах эти названия стали заменяться словосочетанием «губернии Царства Польского». После подавления Польского восстания 1863—1864 процесс унификации Королевства Польского в составе Российской империи стал особенно интенсивным. 5 марта 1870 года повелением Александра II было предчертано именовать российскую Польшу «губерниями Царства Польского», однако в ряде статей Свода законов Российской империи наименование «Царство Польское» сохранилось. С 1887 года наиболее применяемыми становятся словосочетания «губернии Привислинского края», «Привислинские губернии» и «Привислинский край» (по главной польской реке Висле), а в январе 1897 года Николай II отдал распоряжение, которым употребление названий «Царство Польское» и «губернии Царства Польского» было ограничено случаями крайней необходимости, хотя из Свода законов эти названия так и не были удалены.
В западной историографии Царство Польское именуют «Конгрессовой Польшей», по причине его образования решением Венского конгресса. Поляки в обиходе также называли Царство «Конгресовкой» (пол. Kongresówka).

## География
Царство Польское занимало центральную часть современной Польши: Варшава, Лодзь, Калиш, Ченстохова, Люблин, Сувалки, юго-запад современной Литвы: Алитус, Мариямполе, часть территории Гродненского района Белоруссии с посёлком Сопоцкин и небольшую часть Сокальского района Львовской области Украины с селом Песочное.
Площадь территории — 127 тыс. км².

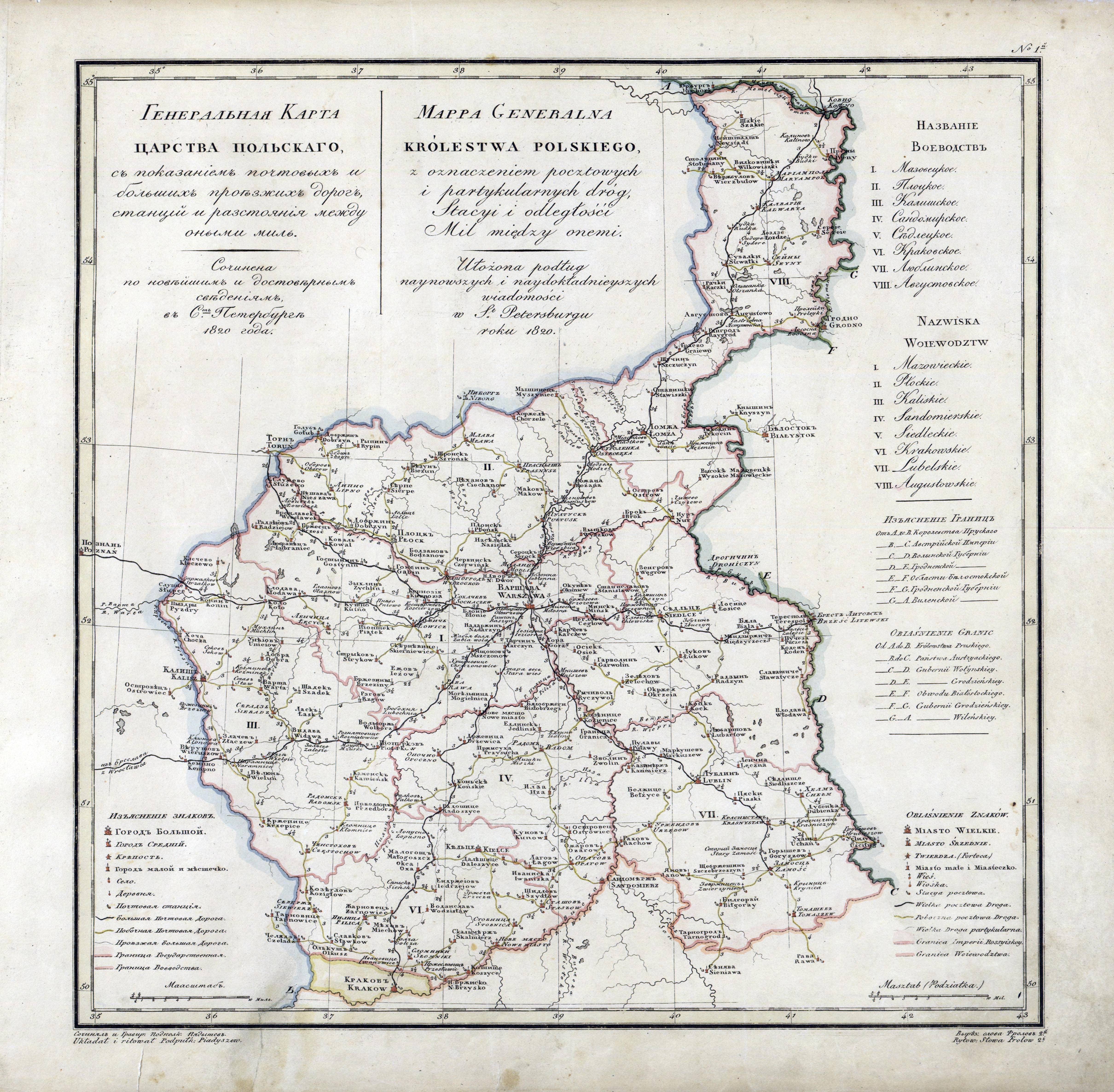
Царство Польское в 1820 году
Царство Польское в 1863 году
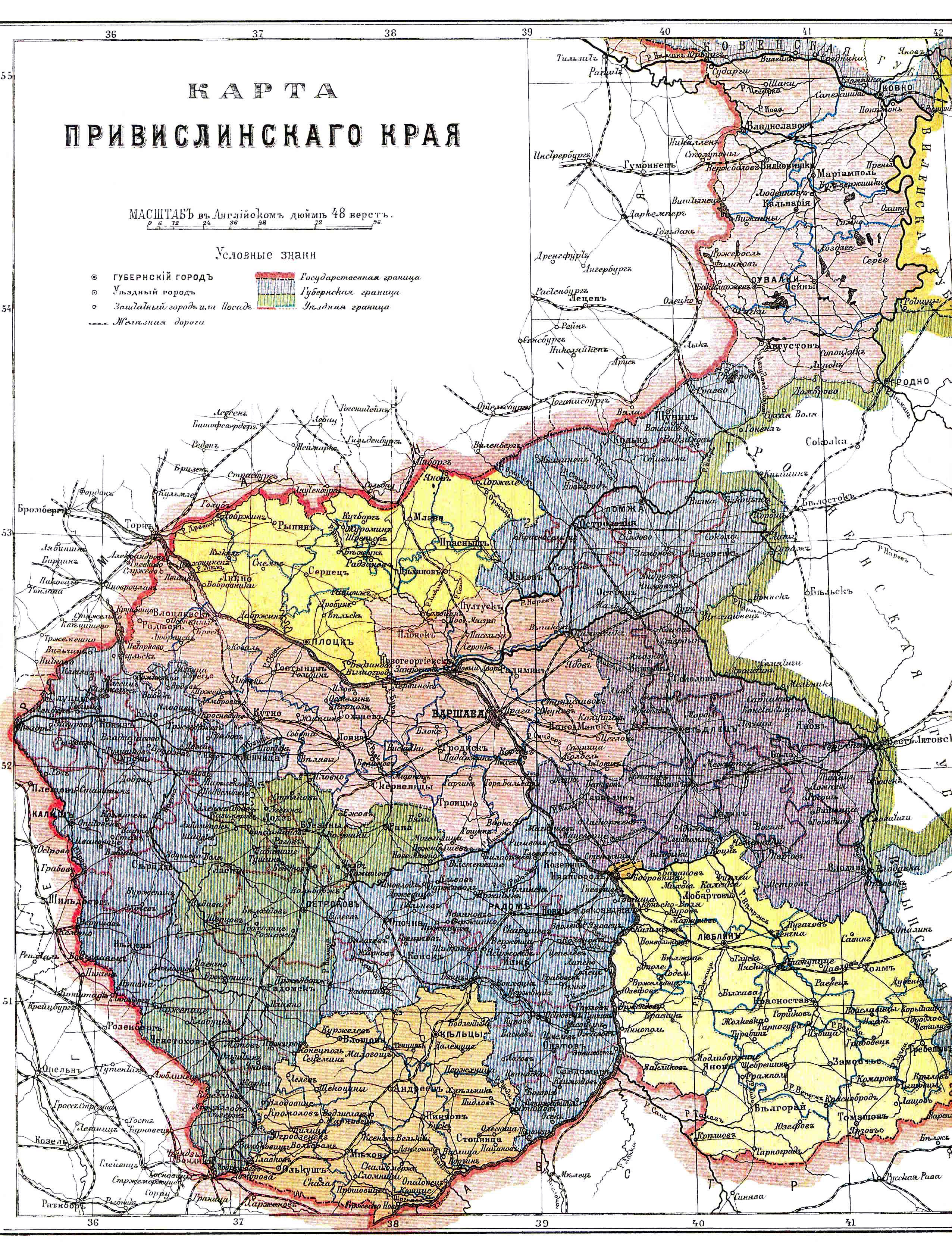
Царство Польское в 1896 году

### Административное деление
| 1815—1816 годы         | 1816—1837 годы          | 1837—1845 годы                        | 1845—1866 годы        | 1867—1915 годы                              |
| ---------------------- | ----------------------- | ------------------------------------- | --------------------- | ------------------------------------------- |
| Варшавский департамент | Мазовецкое воеводство   | Мазовецкая губерния                   | Варшавская губерния   | Варшавская губерния                         |
| Калишский департамент  | Калишское воеводство    | Калишская губерния                    | Варшавская губерния   | Калишская губерния                          |
| Краковский департамент | Краковское воеводство   | Краковская губерния с 1841 — Келецкая | Радомская губерния    | Петроковская губерния*                      |
| Краковский департамент | Краковское воеводство   | Краковская губерния с 1841 — Келецкая | Радомская губерния    | Келецкая губерния                           |
| Радомский департамент  | Сандомирское воеводство | Сандомирская губерния                 | Радомская губерния    | Радомская губерния                          |
| Ломжинский департамент | Августовское воеводство | Августовская губерния                 | Августовская губерния | Сувалкская губерния                         |
| Ломжинский департамент | Августовское воеводство | Августовская губерния                 | Августовская губерния | Ломжинская губерния                         |
| Плоцкий департамент    | Плоцкое воеводство      | Плоцкая губерния                      | Плоцкая губерния      | Плоцкая губерния                            |
| Люблинский департамент | Люблинское воеводство   | Люблинская губерния                   | Люблинская губерния   | Люблинская губерния                         |
| Седлецкий департамент  | Подлясское воеводство   | Подлясская губерния                   | Люблинская губерния   | Седлецкая губерния c 1912 года — Холмская** |

* Образована за счёт части территорий Варшавской и Радомской губерний. 

** Часть территории отошла Ломжинской и Люблинской губерниям.
На протяжении всего времени существования Царства Польского границы губерний (департаментов, воеводств) многократно перекраивались, польские уезды (повяты) целиком или частью переводились из управления одной губернии в другую.
В 1815—1830 гг. в каждом воеводство существовал совет воеводства (Rada Wojewódzka), избиравшиеся поветовыми сеймиками (по 2 советника) и гминными собраниями (по 1 советнику). С 1861 года в каждой гмине существовали гминный сход, состоявший из всех домохозяев гмины, владевших определённым количеством земли, и войт, избиравшийся гминным сходом.

## Население
Население: 

1818 год — около 2,6 млн чел.; 

1843 год — около 4,7 млн чел.; 

1868 год — свыше 5,7 млн чел.; 

1894 год — свыше 8,8 млн чел.; 

1900 год — около 10,0 млн чел.
По данным переписи 1897, население Привислинских губерний составило 9 млн 402 тыс. человек. Основное население (71,85 %) составляли поляки. Крупнейшим меньшинством были евреи (13,47 %), жили также немцы (4,33 %), украинцы (3,56 %), литовцы (3,24 %), русские (2,84 %), белорусы. Евреи, немцы и русские состояли главным образом из горожан, остальные национальности жили в основном в сельской местности. Поляки преобладали на большей части территории Царства, кроме ряда восточных уездов с преобладанием литовского (Сувалкия) и украинского (Холмщина) населения. Белорусы составляли значительную часть населения Августовского уезда.
По данным переписи 1897, население городов Привислинских губерний составило 2 млн 158 тыс. человек. Основное население (48,75 %) составляли поляки. Крупнейшим меньшинством были евреи (35,36 %), жили также немцы (5,26 %), украинцы (1,33 %), литовцы (0,32 %), русские (8,0 %), белорусы.

## История

### Правление Александра I

Флаг военных судов царства Польского (1815—1833)

Преследуя отступавшие войска Наполеона, русская армия заняла в конце февраля 1813 года почти всё Великое герцогство Варшавское. Краков, Торн, Ченстохова, Замосць и Модлин сдались несколько позже. Таким образом, созданное Наполеоном государство очутилось фактически в руках России, но его судьба ещё зависела от взаимоотношений держав. Государство это переживало тяжёлые времена. Реквизиции на нужды оккупационной армии в 380 000 человек истощили его. Император Александр I учредил временный верховный совет для управления делами герцогства во главе с генерал-губернатором В. С. Ланским. Командование армией было поручено фельдмаршалу Барклаю-де-Толли. Сосредоточивались польские дела в руках графа Аракчеева, что в достаточной мере определяет общий характер управления.
Несмотря на обещанную амнистию и вопреки желанию генерал-губернатора, лишь на основании доноса граждан подвергали аресту и высылке. В начале 1814 года польское общество оживила надежда на улучшение его участи. Император облегчил постои, сократил налоги и разрешил сформировать из польских солдат корпус под командой генерала Домбровского. Организацией войска руководил великий князь Константин Павлович. Позже император образовал гражданский комитет, предложивший заменить кодекс Наполеона новым польским кодексом, наделить крестьян землёй и улучшить финансы.
Между тем на Венском конгрессе (1814—1815), переделывавшем на новый лад карту Европы, герцогство породило распри, чуть не обернувшиеся новой войной. Александр I желал присоединить к своей империи всё Варшавское герцогство и даже другие земли, когда-то входившие в состав Речи Посполитой. Австрия усматривала в этом опасность для себя. 3 января 1815 года был заключён тайный союз между Австрией, Англией и Францией для противодействия России и Пруссии, сблизившихся между собой. Ситуация в корне изменилась, когда из ссылки на острове Эльба вернулся Наполеон и обнаружил в Фонтенбло секретный англо-австро-французский договор, который он незамедлительно отправил русскому императору. Тем не менее Александр, считая Наполеона большей опасностью, ограничился лишь представлением австрийскому министру иностранных дел Метерниху. В конце концов Александр I пошёл на компромисс: он отказался от Кракова в пользу Австрии, а от Торна и Познани — в пользу Пруссии. Большая часть Великого герцогства Варшавского была присоединена «на вечные времена» к Российской империи под именем Царства Польского (3 мая 1815 года), которое получало конституционное устройство. Польская конституция была обнародована 20 июня 1815 года. Вместе с тем жителей Царства Польского привели к присяге на подданство русскому государю.
Конституция вступила в силу с 1816 года. Наместником император назначил генерала Зайончека, весьма услужливого к великому князю Константину Павловичу. Императорским комиссаром стал граф Новосильцев.

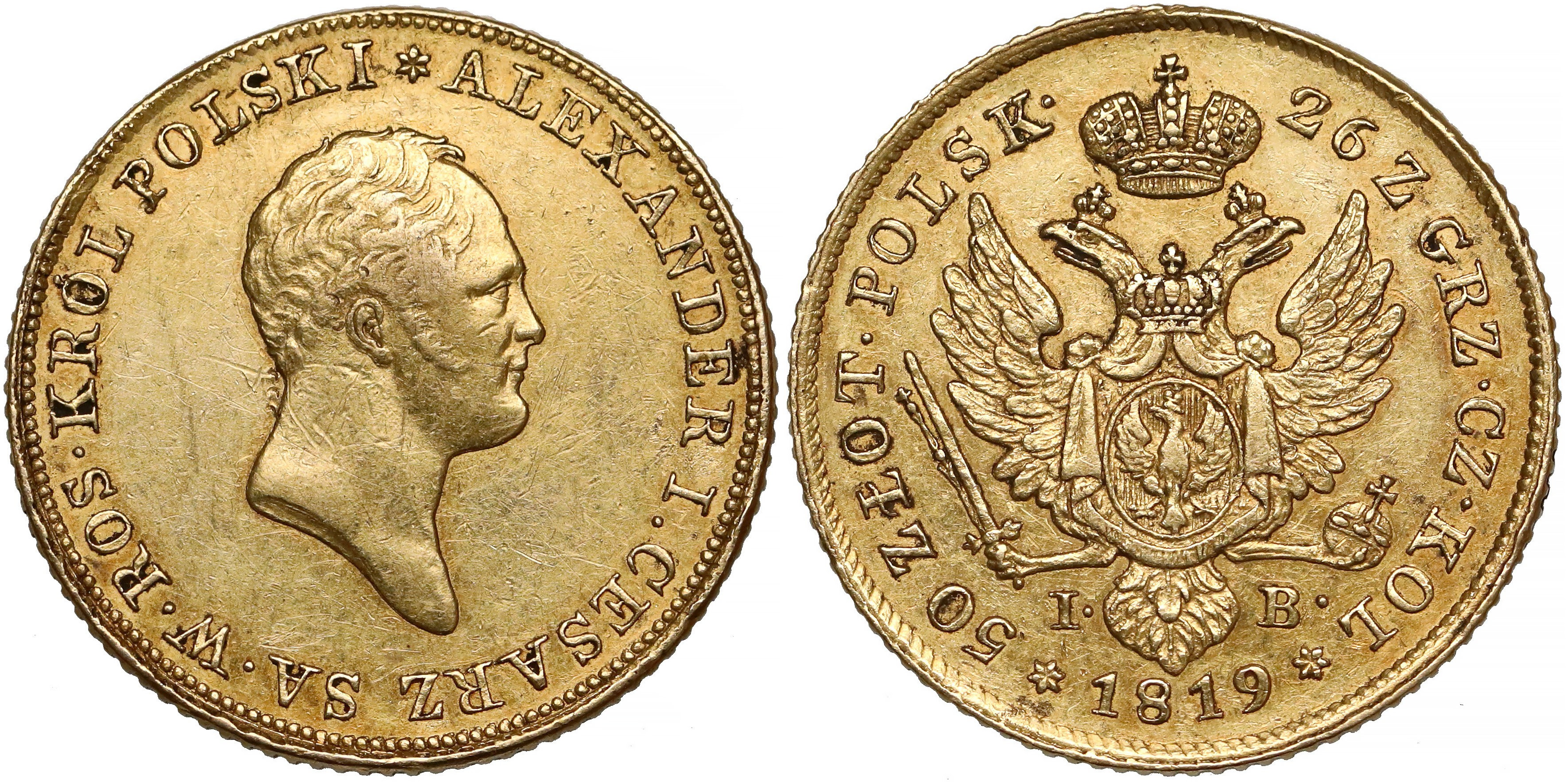
50 злотых 1819 года с изображением Александра I

В 1816 году был учреждён Варшавский университет, основаны высшие школы: военная, политехническая, лесная, горная, институт народных учителей, увеличено число средних и первоначальных школ. Сильное влияние на интеллектуальную жизнь оказывали два центра, находившиеся вне пределов Царства Польского: Виленский университет и Кременецкий лицей. В Виленском университете учился величайший поэт Польши Адам Мицкевич, там же преподавал историк Лелевель. Просвещение развивалось, несмотря на преграды.
Министр просвещения Станислав Потоцкий, осмеявший обскурантизм в аллегорической повести «Путешествие в Темноград» (пол. Podróż do Ciemnogrodu), был вынужден подать в отставку. Над учебными заведениями был учреждён строгий надзор, книги и периодика подвергались суровой цензуре.
В 1817 году государственных крестьян освободили от многих средневековых повинностей. В 1820 году барщину стали заменять оброком.
Между императором и созданным им Царством Польским существовала сначала полная гармония, благодаря либеральным настроениям государя. С усилением реакционных течений вышеупомянутая гармония расстроилась. В самой стране одни готовы были смириться с тем, что имели, другие же мечтали о восстановлении польского государства в прежних его границах. 5 (17) марта 1818 года император открыл сейм в Варшаве знаменательной речью:
прежняя организация страны позволила мне ввести ту, которую я вам пожаловал, приводя в действие либеральные учреждения. Эти последние всегда были предметом моих забот, и я надеюсь распространить, при Божьей помощи, благотворное влияние их на все страны, которые промыслом даны мне в управление.
Сейм принял все правительственные законопроекты кроме отмены гражданского брака, введённого в Польше кодексом Наполеона. Император остался доволен, что и выразил в своей заключительной речи, возбуждая ею в поляках надежды на осуществление их патриотических мечтаний:
Поляки, я остаюсь при прежних своих намерениях; они вам хорошо знакомы.
Император намекал на своё желание распространить действие конституции Царства Польского и на русско-литовские области.
Когда, согласно конституции, в 1820 году был созван второй сейм, император опять открыл его, но в его речи звучали уже предостережения об опасностях либерализма. Под влиянием оппозиции сейм отклонил правительственный законопроект на том основании, что он упразднял гласность судопроизводства, отменял суд присяжных и нарушал принцип «никто не будет арестован без решения суда».
Оппозиция разгневала Александра, что он и выразил в заключительной речи, замечая, что поляки сами мешают восстановлению своей родины. Император хотел даже отменить конституцию, но ограничился угрозами. Вопреки конституции, установившей созыв сеймов каждые два года, третий сейм был созван только в 1825 году. Предварительно была издана добавочная статья к конституции, упразднявшая гласность заседаний сейма, и арестован вождь оппозиции (т. н. opozycja kaliska). Винцентий Немоёвский. Для контроля деятельности сейма назначались особые чиновники, обязанные присутствовать на заседаниях. Проекты, предложенные правительством, сейм принял. Император выразил своё удовлетворение.
Одновременно с легальной оппозицией действовала и тайная, революционная. Возникла тайная организация «Национально-патриотическое товарищество». В мае 1822 года главные вожаки «Товарищества» были арестованы и подвергнуты строгим наказаниям. Тем не менее, «Товарищество» продолжало свою деятельность и вошло даже в сношения с декабристами. Попытка последних произвести переворот в России обнаружила и деятельность польских революционеров. Согласно конституции, их судил сеймовый суд, ограничившийся мягкими наказаниями. Император Николай I выразил своё неудовольствие по поводу приговора.
В экономическом и культурном отношении Царство Польское в 1815—1830 годах заметно развивалось. Изнурение сил исчезло благодаря продолжительному миру и ряду замечательных деятелей — министров финансов Матушевича и князя Друцкого-Любецкого, и заведовавшего делами промышленности известного писателя Сташица. Прогресс отмечался во всех областях хозяйственной жизни: в земледелии, промышленности и торговле. Энергичный министр финансов Любецкий рядом мер, иногда крутых, иногда репрессивных, привёл финансы в порядок. Дефицит исчез, в казне накопился запас в несколько десятков миллионов злотых, чиновники и войско стали получать вовремя жалованье. Население страны возросло до 4,5 млн.
Вместе с тем члены тайных обществ распространяли демократические идеи. В литературе громко раздавались голоса против крепостного права, наносящего вред и хозяйству, и общественной нравственности.

### Правление Николая I и Польское восстание 1830—1831 годов

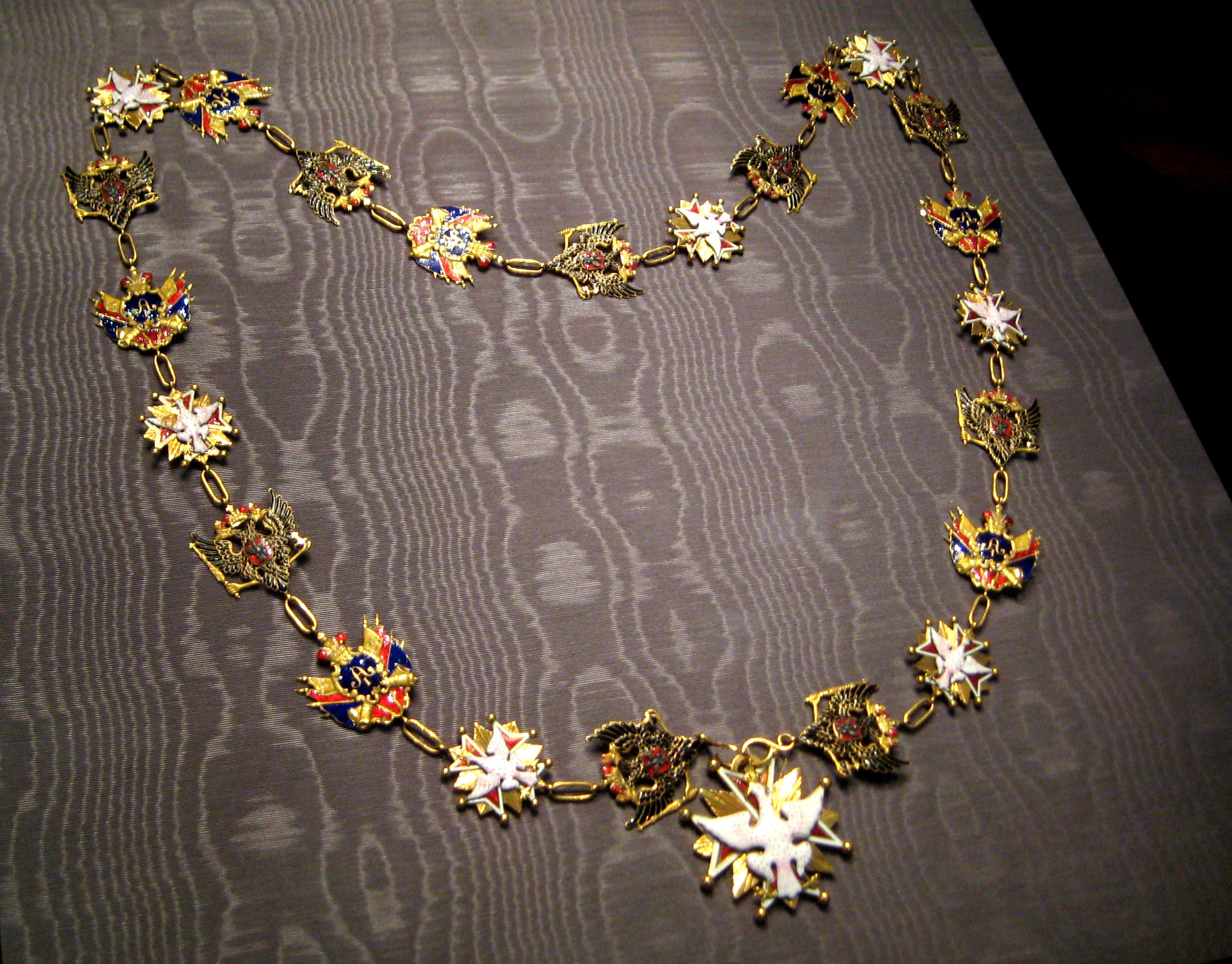
Цепь ордена Белого орла. Принадлежала Николаю I. 1829 год. Санкт-Петербург. Мастер И. В. Кейбель. Гохран России. Цепь изготовлена для коронации по католическому обряду на Царство Польское 18 мая 1829 года в Варшаве

В 1829 году Николай I торжественно короновался польским королём в Варшаве и скрепил присягой своё обязательство исполнять конституцию, но поданную петицию об отмене добавочной статьи к конституции оставил без ответа. Сейм был созван только в 1830 году. Проект упразднения гражданского брака вновь был отвергнут почти единогласно, несмотря на ясную волю императора. Оппозиция подала правительству ряд петиций: об ослаблении стеснений цензуры, об отмене добавочной статьи, об освобождении из-под ареста вожака оппозиции. Такой образ действий сейма сильно разгневал государя.
В 1830—1831 годах произошло польское восстание, которое произвело глубокие перемены. Значительное количество политически активных поляков было выслано из Царства Польского и расселено в губерниях Российской империи. Обширная власть вместе с титулом князя Варшавского и постом наместника была вручена графу Паскевичу. В помощь ему учреждено было временное правительство, состоявшее из четырёх департаментов: юстиции, финансов, внутренних дел и полиции, просвещения и исповеданий. Полномочия временного правительства прекратились с обнародованием Органического статута (26 февраля 1832 года), упразднившего коронование императоров польскими королями, особое польское войско и сейм и объявившего Царство Польское органической частью Российской империи. Сохранённый административный совет представлял государю кандидатов на духовные и гражданские должности. Государственный совет составлял бюджет и рассматривал пререкания, возникавшие между административными и судебными инстанциями, и привлекал к ответственности чиновников за должностные преступления. Были учреждены три комиссии — для заведования: 1) внутренними делами и делами просвещения; 2) судом; 3) финансами. Вместо сейма проектировалось учреждение собрания провинциальных чинов с совещательным голосом. Законодательная власть принадлежала безраздельно государю Императору.
Органический статут не был приведён в исполнение. Собрание провинциальных чинов, как и шляхетские и гминные собрания, остались только в проекте. Воеводства преобразованы в губернии (1837 год), Государственный совет упразднён (1841 год), в делопроизводство административного совета и канцелярии наместника введён русский язык. Конфискованные имения польской шляхты были пожалованы русским; высшие государственные должности в крае были замещаемы русскими. В 1832 году польская валюта злотый была заменена российским рублём, на смену метрической введена российская имперская система мер. В 1841 году происходит окончательное слияние монетных систем Царства Польского и Российской империи, начинается чеканка польского рубля.
В 1832 году была заложена Александровская цитадель в Варшаве. Император приезжал осматривать эти крепости, но Варшаву посетил только в 1835 году. Депутации от обывателей он не разрешил выразить верноподданнические чувства, замечая, что желает этим предохранить их от лжи сопроводив свои слова угрозами:
Мне нужны деяния, а не слова. Если вы будете упорствовать в своих мечтаниях о национальной обособленности, о независимости Польши и тому подобных фантазиях, вы навлечёте на себя величайшее несчастие. Я устроил здесь цитадель. Говорю вам, что при малейшем волнении я прикажу стрелять в город, обращу Варшаву в развалины и, конечно, не отстрою её.
Варшавское научное общество было упразднено, его библиотека и музеи переведены в Санкт-Петербург. Варшавский и Виленский университеты и Кременецкий лицей были закрыты. Вместо университета разрешено было открыть при гимназии добавочные курсы по педагогике и юриспруденции (1840 год), но вскоре и они были закрыты. Преподавание в средних школах велось на русском языке. Правительство обратило внимание и на образование женской молодёжи, как будущих матерей, от которых зависит воспитание последующих поколений. С этой целью учреждён был в Варшаве Александрийский институт. Плату за обучение в гимназиях увеличили и запретили принимать детей недворянского или нечиновничьего происхождения.
В 1833 году устроена Варшавская православная епархия, в 1840 году преобразованная в архиепископство. Католическое духовенство было подчинено строгому надзору: ему запрещено было собирать поместные синоды, устраивать юбилейные празднества и основывать общества трезвости. В 1839 году секуляризируется имущество Польской католической церкви. За пределами Царства Польского греко-католическая церковь после съезда в Полоцке, инициированного её предстоятелем, архиеп. Иосифом (Семашко), самораспускается и официально переходит в подчинение православному Святейшему Синоду. По упразднении Варшавского университета учреждена была в Варшаве римско-католическая духовная академия, находившаяся под контролем комиссии внутренних дел, вообще следившей за деятельностью католического духовенства. Правительство желало подчинить духовные дела католического населения в Царстве Польском петербургской римско-католической коллегии, ведавшей духовными делами католиков в остальной империи, но вследствие сопротивления Рима от этого отказалось. Умственная жизнь страны находилась в застое, иногда нарушавшемся только революционной пропагандой, очаги которой сосредоточивались среди польской эмиграции, главным образом в Краковской республике и во Франции.
В 1833 году французские, немецкие и итальянские карбонарии задумали произвести в своих странах революционные движения. Многие польские эмигранты примкнули к обществам карбонариев. Решено было предпринять партизанский рейд в Царство Польское, чтобы поднять здесь восстание. Начальником рейда стал Юзеф Заливский. Партизаны с трудом проникли в Царство Польское, чтобы призвать к восстанию простой народ, но простые люди отнеслись к ним равнодушно. Преследуемый казаками Заливский бежал в Австрию, был там арестован и посажен на 20 лет в крепость. Другие партизаны попали в руки русских солдат. Некоторых повесили, других расстреляли или отправили на каторгу. Неудача рейда Заливского привела польских демократов к убеждению, что необходима революционная пропаганда.
Новое «Общество польского народа» старалось охватить своею деятельностью все земли Речи Посполитой, отправляя посланцев в Литву, Волынь, Украину и в Царство Польское. В мае 1838 года был арестован близ Вильны главный эмиссар Конарский (Р. М. Коняевский), что повлекло за собой другие аресты. В каторжные работы сослано было даже несколько гимназистов. Эти суровые меры не охладили энтузиазма польских революционеров. Во главе их встало «Демократическое общество», которое исповедовало не только демократические идеи, но и социалистические. Под его влиянием ксёндз Сцегенный устроил на юге Царства Польского тайное общество среди крестьян с целью основать польскую крестьянскую республику; выданный одним из своих, он был арестован и приговорён к повешению, но помилован и сослан в каторгу. Многим крестьянам — участникам заговора — пришлось последовать за ним в Сибирь (1844 год).
В 1846 году правление решило, что страна уже готова к восстанию. Начавшееся в Галиции движение окончилось самым плачевным образом. Крестьяне не только не примкнули к движению, но, побуждаемые австрийскими чиновниками, произвели ужасную резню среди польских дворян. В Царстве Польском дворянин Панталеон Потоцкий с маленьким отрядом овладел городом Седлец (в феврале 1846 года), но вскоре был захвачен в плен и повешен. Повстанцы были отправлены в Сибирь.
Россия, Пруссия и Австрия приняли меры против поляков. С согласия России и Пруссии Австрия заняла своими войсками Вольный город Краков. Кроме того, русское и австрийское правительства обратили внимание на положение крестьян, находившихся под властью польских дворян. С целью ослабить Польскую шляхту в июне 1846 года запрещено было самовольно удалять крестьян с земли, уменьшать их наделы, присоединять пустоши, оставшиеся после крестьянина, к имениям. В ноябре 1846 года уничтожены были многие повинности, лежавшие на крестьянах. Вместе с тем правительство принимало меры, направленные к более интеграции Царства Польского в империю. В 1847 году был издан для него новый свод наказаний, являвшийся почти дословным переводом русского Уложения о наказаниях 1845 года.
Революция 1848 года сильно взволновала поляков: они подняли восстания в княжестве Познанском и в Галиции. Мицкевич сформировал польский легион, который принимал участие в итальянском революционном движении; польские генералы, офицеры и простые добровольцы сражались за независимость Венгрии. Тайное общество в Царстве Польском оставило свои намерения поднять восстание, узнав о подавлении революции в Познани. Заговор был раскрыт (1850 год), заговорщики подвергнуты телесным наказаниям и ссылке на каторгу. Правительство Луи-Наполеона изгнало из Парижа руководителей польского Демократического общества. Они принуждены были удалиться в Лондон, и влияние их на Польшу почти совсем прекратилось.
Крымская война снова оживила надежды польских патриотов. Призывы к восстанию в Польше не имели успеха. Было решено сформировать польские легионы на театре военных действий для борьбы с Россией. Этому плану содействовала и консервативная польская эмиграция во главе с князем Адамом Чарторыйским. В Константинополь отправился, между прочим, Мицкевич. Хлопоты польских патриотов окончились почти ничем. Польский писатель Михаил Чайковский, принявший магометанство (Садык-паша), набрал, правда, отряд так называемых султанских казаков, но он состоял из армян, болгар, цыган и турок, да к тому же и не принял участия в военных действиях, ибо война окончилась. Горсть поляков действовала на Кавказе против русских войск, помогая черкесам. Между тем, умер император Николай I, а около года спустя — и наместник Царства Польского князь Паскевич.

### Правление Александра II и последующие царствования

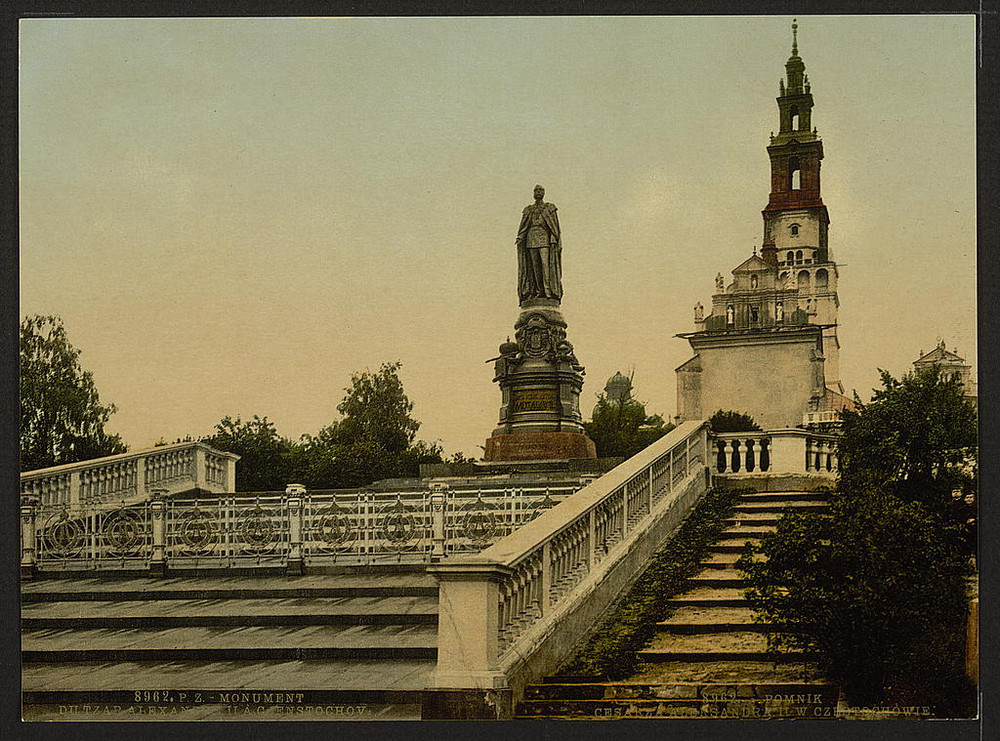
Памятник Александру II в Ченстохове

В мае 1856 года в Варшаву прибыл император Александр II, встреченный с большим энтузиазмом. В речи, произнесённой к депутации обывателей, государь предостерёг поляков от мечтаний:
Прочь фантазии, господа! (Point de reveries, messieurs!) Всё, что сделал мой отец, хорошо сделано. Правление моё будет дальнейшим продолжением его царствования.
Вскоре, однако, был несколько облегчен прежний суровый режим. Император разрешил печатать некоторые сочинения Мицкевича. Цензура прекратила преследование произведений Словацкого, Красинского и Лелевеля. Были освобождены многие политзаключённые. Вернулись некоторые эмигранты. В июне 1857 года было разрешено открыть в Варшаве Медико-хирургическую академию, а в ноябре — учредить Земледельческое общество, ставшие важными очагами интеллектуальной жизни.
На политическое настроение поляков оказывали сильное влияние объединение Италии и либеральные реформы в Австрии. Молодёжь, читавшая Герцена и Бакунина, полагала, что Россия накануне революции. И умеренные, и радикалы надеялись на помощь Наполеона III, желавшего видеть идею национальности руководящим международным принципом. Радикалы начали устраивать манифестации по всякому славному поводу из польской истории.
Грандиозная демонстрация состоялась 29 ноября 1860 года в годовщину Ноябрьского восстания 1830 года. 27 февраля 1861 года войска стреляли в толпу и убили 5 человек. Наместник князь Горчаков согласился удовлетворить жалобы, обещал удалить полицмейстера Трепова и разрешил учредить комитет для управления Варшавой.
Правительство согласилось на ряд реформ в духе автономии. Указом 26 марта 1861 года восстановлен государственный совет, образованы губернские, уездные и городские советы, решено открыть высшие учебные заведения и преобразовать средние школы. Назначенный помощником наместника маркиз Александр Велёпольский раздражил шляхту закрытием Земледельческого общества, что вызвало грандиозную манифестацию (8 апреля 1861 года), повлекшую около 200 убитых. Революционное настроение нарастало, а Велёпольский стал энергично осуществлять реформы: уничтожил крепостное право, заменил барщину оброком, уравнял евреев в правах, увеличил число школ, улучшил систему преподавания и учредил в Варшаве высшее учебное заведение.
30 мая 1861 года умер наместник князь Горчаков, его преемники не сочувствовали деятельности маркиза. В годовщину смерти Тадеуша Костюшко (15 ноября) костёлы наполнились молящимися, певшими патриотические гимны. Генерал-губернатор Герштенцвейг обнародовал осадное положение и двинул войска в храмы. Пролилась кровь. Духовенство сочло это святотатством и закрыло костёлы.
Велёпольский подал в отставку. Государь принял её, приказав ему остаться членом госсовета. Император назначил наместником своего брата, великого князя Константина Николаевича, дав ему в помощники по гражданским делам Велёпольского, по военным — барона Рамзая. Царству Польскому предоставлялась полная автономия.
Радикалы, или «красные», не прекращали, однако, своей деятельности, и перешли от демонстраций к террору. Были совершены покушения на жизнь великого князя. Умеренные, или «белые», не сочувствовали «красным», но расходились и с Велёпольским. Тот желал восстановить конституцию 1815 года, между тем как «умеренные» думали о соединении всех земель Речи Посполитой в одно целое с конституционным устройством. Белые вознамерились составить адрес на высочайшее имя, но Велёпольский воспротивился. Лидеру белых Замойскому было приказано эмигрировать. Это окончательно отшатнуло и «белых» от Велёпольского. Приближался революционный взрыв, который Велёпольский решил предупредить рекрутским набором. Расчёт оказался плох.
Восстание вспыхнуло в январе 1863 года, продолжалось до поздней осени 1864 года и закончилось казнью наиболее активных участников и массовыми высылками бунтовщиков. В марте 1863 года главнокомандующим был назначен граф Берг, который после отъезда 8 сентября 1863 года великого князя Константина Николаевича и отставки Велёпольского стал наместником. Заведование полицией поручено было прежнему полицмейстеру генералу Трепову. В начале января 1864 года в Петербурге учреждён комитет по делам Царства Польского под председательством самого государя.
Указом 19 февраля (2 марта) 1864 года, польские крестьяне получили в собственность те пахотные земли, которые они обрабатывали. Помещики получили из казны компенсацию так называемыми ликвидационными бумагами согласно оценке отчужденных земель. Вместе с тем устроена была всесословная гмина.
Управление делами католического духовенства предоставлено комиссии внутренних дел, директором которой поставлен князь Черкасский. Все церковные имущества были конфискованы и почти все монастыри закрыты. По уставу 1865 года католическая церковь в Царстве Польском была разделена на 7 епархий — Плоцкую, Люблинскую, Сандомирскую, Келецкую, Августовскую, Куявско-Калишскую и Подляшскую; в 1867 году Подляшская епархия соединена с Люблинской. Духовенство стало получать жалованье из казны. С 1871 году оно подчинено департаменту иностранных исповеданий министерства внутренних дел. В 1875 году была упразднена в Царстве Польском уния и основана новая (Холмская) православная епархия.
Одновременно производились преобразования и в гражданской администрации. В 1866 году издан устав о губернском и уездном управлении: 10 губерний (вместо пяти) и 84 уезда. В 1867 упразднен государственный совет, в 1868 году упразднены административный совет и правительственные комиссии (исповеданий и просвещения, финансов и внутренних дел). Дела переданы в соответствующие общеимперские учреждения в Петербурге. В духе полного слияния Царства Польского с Российской империей совершались преобразования и в сфере образования. В 1872 году распространен на Царство Польское общеимперский устав о гимназиях 1871 года. Введена также и судебная организация общеимперская, с важным исключением: край не получил суда присяжных. С 1871 года приостановлен выход «Дневника Законов Царства Польского», поскольку к стране стали применяться общеимперские правила обнародования законодательных постановлений. В администрации, судопроизводстве и преподавании введено обязательное употребление русского языка. Предпринимаются попытки перевода польского языка на кириллицу. 11 января 1874 года должность наместника официально упраздняется, наместничество преобразовывается в Варшавское генерал-губернаторство.
После длительного перерыва в 1869 году вновь был открыт Варшавский университет, но обучение в нём велось на русском языке. Обучение в средней, а затем и в начальной школе также осуществлялось на русском языке. В период правления Александра III активно проводилась политика русификации Польши. Например, в школах вводились наказания за употребление учащимися польского языка даже во время перемен. Большинство католических епископов в Царстве Польском было низложено, имущество и земли, принадлежавшие польской католической церкви, были конфискованы, почти половина католических монастырей была закрыта. После восстановления дипломатических отношений Российской империи с Ватиканом в 1894 году антикатолическая политика была смягчена, но русско-польским отношениям уже был нанесен непоправимый ущерб.

### От революции 1905—1907 годов до Первой мировой войны

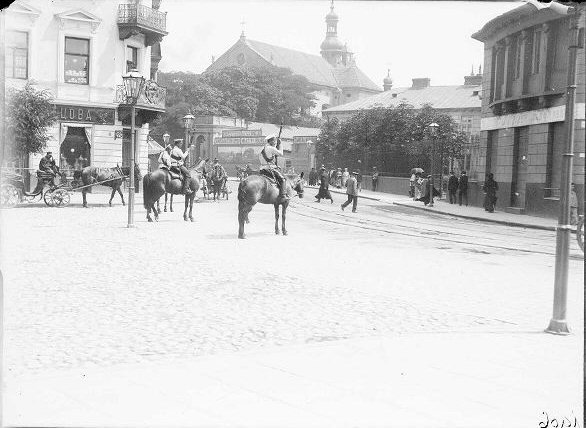
Казаки в центре Варшавы, 1905 год

В революцию 1905—1907 в Царстве Польском проходили массовые антиправительственные выступления, представители российских либеральных организаций выдвигали требование восстановления автономии Царства Польского, польские партии в зависимости от степени своего радикализма боролись за автономию либо за независимость. Национально-демократическая партия Польши в качестве конечной цели провозглашала восстановление независимости Польши, однако она ориентировалась на политические методы борьбы и была готова компромиссам. Польская социалистическая партия, в противоположность ей, была сотрудничать с любыми внешними силами для борьбы с российскими властями.
В Государственной думе и в Государственном совете Российской империи депутаты от Царства Польского образовали политическое объединение — «польское коло».
В 1912 году из состава губерний Царства Польского была выделена Холмская губерния, где проживало значительное количество украинцев.

### Конец Царства Польского
14 августа 1914 года главнокомандующий вооружёнными силами Российской Империи великий князь Николай Николаевич пообещал после победы в войне объединить Царство Польское с польскими землями, которые будут отняты у Германии и Австро-Венгрии, в автономное государство в унии с Российской империей.
Война создала ситуацию, при которой поляки, российские подданные, сражались против поляков, служивших в австро-венгерской и германской армиях. Пророссийская Национально-демократическая партия Польши во главе с Романом Дмовским считала Германию главным врагом Польши, её сторонники считали необходимым объединение всех польских земель под российским контролем с получением статуса государства в унии с Российской империей. Антироссийски же настроенные сторонники Польской социалистической партии (ППС) полагали, что путь к независимости Польши лежит через поражение России в войне. За несколько лет до начала Первой мировой войны лидер ППС Юзеф Пилсудский начал военное обучение польской молодёжи в австро-венгерской Галиции. После начала войны он сформировал польские легионы в составе австро-венгерской армии.
В ходе наступления германской и австро-венгерской армий весной-летом 1915 года Царство Польское оказывается под немецко-австрийской оккупацией. На оккупированной Рейхсхеером территории было провозглашено Варшавское генерал-губернаторство личным указом Вильгельма II от 24 августа 1915 года; генерал-губернатором был назначен генерал Безелер как высшая военная и гражданская власть в подчинении непосредственно императору.
5 ноября 1916 было провозглашено марионеточное Королевство Польское (1916—1918), от которого Германия планировала отторгнуть после войны западную часть (почти 30 000 км²), так называемую «польскую приграничную полосу». Это образование не было признано никем, кроме оккупировавших его центральных держав.
Отречение Николая II, хотя и не упоминало отдельно престолов Польши и Финляндии, привело к низложению формального легитимного монарха Польши, территория которой к тому моменту и так находилась вне его власти.
После Февральской революции 1917 года в Российской империи Временное правительство России 16 (29) марта 1917 года объявило о том, что будет содействовать созданию Польского государства на всех землях, населённых в большинстве поляками, при условии заключения им с Россией «свободного военного союза».
Октябрьская революция 1917 года в России и поражение Германской империи и Австро-Венгрии в Первой мировой войне привели к окончательному исчезновению Царства Польского и созданию независимого польского государства. В августе 1918 советское правительство аннулировало все договоры о разделах Польши.
Советское правительство создало Ликвидационную комиссию по делам бывшего Царства Польского, которую Г. В. Чичерин охарактеризовал как «специальный орган охраны этого достояния трудового народа Польши» и отметил, что требовались гарантии, что имущество пошло бы «на удовлетворение нужд широких масс».

## Государственный строй
В 1815—1830 годах в Царстве Польском существовал представительный и законодательный орган — Сейм, состоящий из двух палат — Сената (Senat) и Палаты Депутатов (Izba poselska). Сенат состоял из принцев императорской и царской крови, епископов, воевод и кастелянов. Палата депутатов состояла из семидесяти семи членов, избиравшихся поветовыми сеймиками, и пятидесяти одного члена, избиравшихся гминными собраниями (Zgromadzenie Gminne). Каждый поветовый сеймик состоял из всех дворян повета, владевших недвижимостью. Гминные собрания собирались в каждом из гминных округов (всего их было 51, из которых 8 располагались на территории Варшавы), каждое из которых состояло из собственников не являвшихся дворянами и платившим налоги, владельцев фабрик, мастерских, лавок или магазинов (на сумму не менее десяти тысяч флоринов), настоятелей (Pleban) и викариев (Wikaryusz) приходов, профессоров, учителей и художников, отличенный своими талантами, знаниями или заслугами по торговле или искусствам.

### Наместники Царства Польского
- 27 ноября 1815 года — 28 июля 1826 года — князь, генерал от инфантерии Иосиф Зайончек
- август 1826 года — ноябрь 1830 года — великий князь Константин Павлович
- 22 марта 1832 года — 20 января 1856 года — генерал-адъютант, генерал-фельдмаршал Иван Фёдорович Паскевич
- 20 января 1856 года — 18 мая 1861 года — генерал-адъютант, генерал от артиллерии Михаил Дмитриевич Горчаков
  -  16 мая — 1 августа 1861 года — генерал от артиллерии Николай Онуфриевич Сухозанет, и.д.
  - 6 августа — 9 октября 1861 года — генерал-адъютант, генерал от кавалерии Карл Карлович Ламберт и.д.
  -  11 октября — 27 октября 1861 года — генерал от артиллерии Николай Онуфриевич Сухозанет, и.д.
  - 9 октября 1861 года — май 1862 года — генерал от инфантерии Александр Николаевич Лидерс и.д.
- 27 мая 1862 года — 19 октября 1863 года — генерал-адъютант, генерал-адмирал великий князь Константин Николаевич
- май 1863 года — 6 января 1874 года — генерал-адъютант, генерал-фельдмаршал, граф Фёдор Фёдорович Берг

### Варшавские генерал-губернаторы
- 11 января 1874 года — 18 мая 1880 года — граф, генерал-адъютант, генерал от инфантерии Коцебу Павел Евстафьевич
- 18 мая 1880 года — 19 мая 1883 года — генерал-адъютант, генерал от кавалерии Альбединский Пётр Павлович
- 7 июня 1883 года — 6 декабря 1894 года — генерал-фельдмаршал, генерал-адъютант Гурко Иосиф Владимирович
- 13 декабря 1894 года — 12 декабря 1896 года — граф, генерал-адъютант, генерал от инфантерии Шувалов Павел Андреевич
- 1 января 1897 года — 17 ноября 1900 года — светлейший князь, генерал-адъютант, генерал от инфантерии Имеретинский Александр Константинович
- 24 марта 1901 года — 19 февраля 1905 года — генерал-адъютант, генерал от кавалерии Чертков Михаил Иванович
- 19 февраля 1905 года — 15 августа 1905 года — генерал-адъютант Максимович Константин Клавдиевич
- 15 августа 1905 года — 1 февраля 1914 года — генерал-адъютант, генерал от кавалерии Скалон Георгий Антонович
- 4 марта 1914 года — 23 декабря 1914 года — генерал от кавалерии Жилинский Яков Григорьевич
- 23 декабря 1914 года — июль 1915 года (де-юре февраль 1917 года) — князь, генерал-лейтенант, генерал-адъютант Енгалычев Павел Николаевич

## Правовая система
В Царстве Польском сохранялось действие значительной части положений, введенных в 1808—1809 годах ещё в Герцогстве Варшавском французских Гражданского и Торгового кодексов (Кодекса Наполеона). Что касается уголовного права, то с изданием в 1847 году Уложения о наказаниях уголовных и исправительных Царства Польского оно было в значительной степени унифицировано с общеимперским российским уголовным правом, а в 1876 году его единственным источником стало Уложение о наказаниях уголовных и исправительных 1845 года в редакции 1866 года.

### Комментарии
1. ↑  оккупация Царства Польского войсками центральных держав.